# Drujne, Orihiv
Drujne (în ucraineană Дружне) este un sat în comuna Novoivanivka din raionul Orihiv, regiunea Zaporijjea, Ucraina.

## Demografie
Componența lingvistică a localității Drujne
     Ucraineană (100%)
Conform recensământului din 2001, toată populația localității Drujne era vorbitoare de ucraineană (100%).